# Bruc-sur-Aff

Bruc-sur-Aff este o comună în departamentul Ille-et-Vilaine, Franța. În 1 ianuarie 2022 avea o populație de 856 de locuitori.